# Karlson est de retour

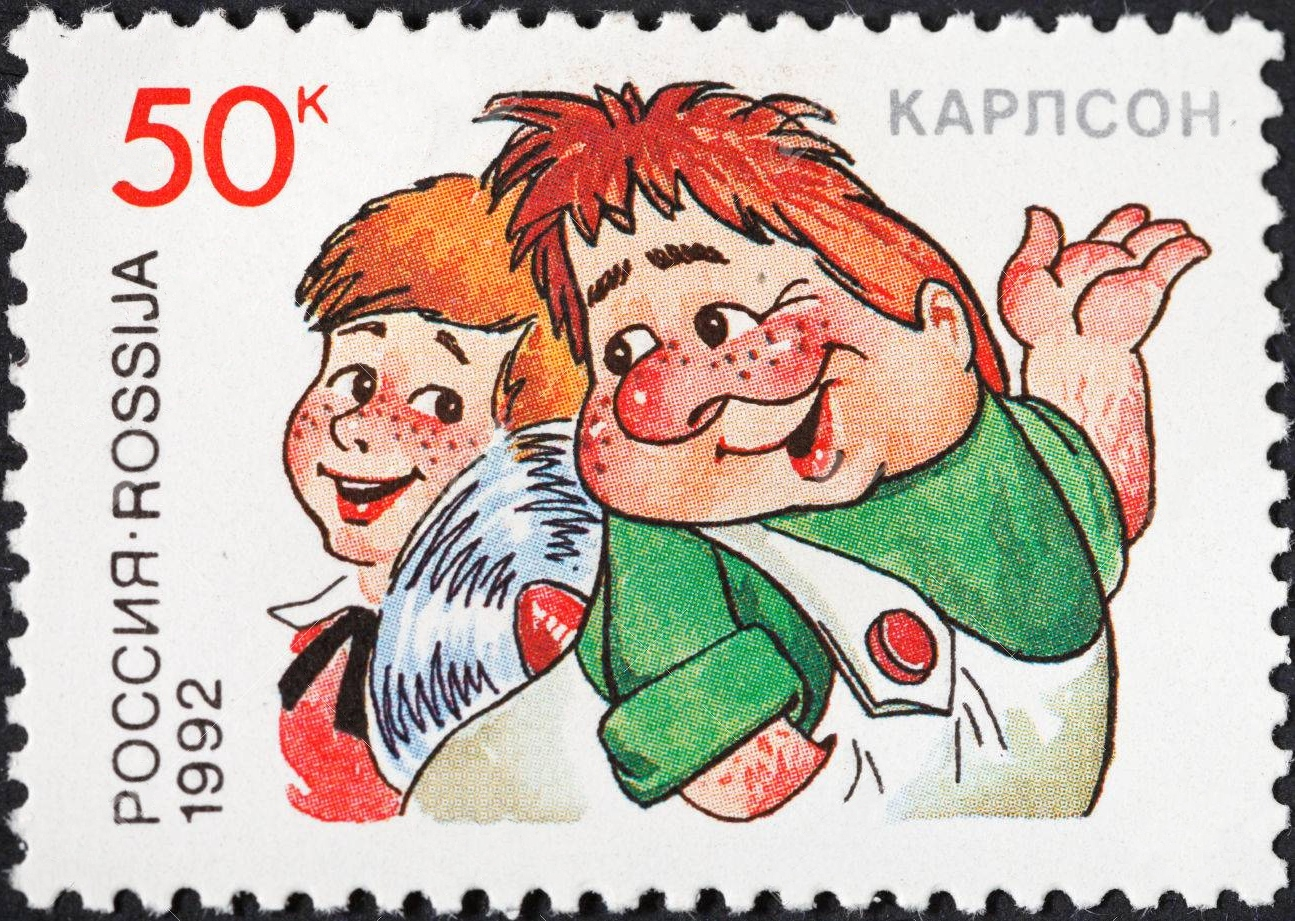
Timbre russe (1992) représentant le personnage de Karlson

Karlson est de retour (Карлсон вернулся, Karlsson vernoulsia) est un film d'animation soviétique réalisé par Boris Stepantsev, sorti en 1970.

## Synopsis
Bien qu'il ait un petit chien pour lui tenir compagnie,  un enfant s'ennuie dans l'appartement de ses parents. En lisant le journal ,son père découvre qu'une dame cherche un emploi de nourrice et pour ne pas le laisser seul quand ils partent de la maison, ils la font venir.
Elle vient et l'enfant pensant voir arriver une personne avec laquelle on va bien s'amuser, ouvre la porte à une femme imposante, au visage revêche, armée d'un aspirateur qu'elle porte sur l'épaule droite comme un bazooka tandis qu'à sa main gauche est suspendue une cage où est enfermé Matilda, un chat. 
Tout de suite, elle colonise la famille et l'appartement : elle prend le père et la mère pour des portemanteaux, dicte ses conditions et s'installe à table pour prendre un copieux petit-déjeuner qu'elle partage avec son chat non sans avoir garanti à la maman et au papa qu'en rentrant ils ne reconnaîtront pas leur enfant.
Après le départ des parents, le petit garçon veut, comme la nourrice, une viennoiserie mais elle la lui enlève de la bouche en disant que les gâteaux font grossir. Ensuite mademoiselle Bok lui demande de se laver les mains, de faire ses devoirs, d'aller se coucher et elle le ferme à clé dans sa chambre.
Pour ne pas être dérangée par le chiot, madame demande à son chat de le surveiller ; Matilda sort de sa cage et le petit chien se met à le lécher : le chat en devient tout chose et en oublie ses responsabilités.
Pendant ce temps, dans sa chambre, le petit garçon regarde Karlson et ils essaient tous les deux de s'amuser et ils vont y arriver.
La nourrice qui regarde une émission idiote sur les fantômes tout en continuant à boire du thé et à manger des viennoiserie, intriguée par le petit bruit de l'hélice de Karlson va voir ce qui se passe dans la chambre mais...
Karlson va lui faire subir une série d'expériences qui vont la faire tourner en bourrique et, en effet, quand les parents rentreront à la maison ils ne reconnaîtront pas la nourrice.

## Fiche technique
- Titre original : Карлсон вернулся
- Titre français : Karlson est de retour[1]
- Réalisation : Boris Stepantsev
- Scénario : Boris Larine (ru) d'après une histoire d'Astrid Lindgren
- Musique : Guennadi Gladkov
- Direction artistique : Iouri Boutyrine (ru) et Anatoli Savtchenko (ru)
- Dessinateurs : Valentina Guiliarova, Vera Kharitonova, Olga Kisseliova, Zoia Kredouchinskaïa, Svetlana Skrebniova, Irina Svetlitsa (ru)
- Animation : Galina Barinova (ru), Iouri Boutyrine (ru), Viktor Chevkov (ru), Renata Mirenkova (ru) et Anatoli Petrov (ru)
- Photographie : Mikhaïl Drouïan
- Son : Boris Filtchikov (ru)
- Production : Soiouzmoultfilm
- Montage : Valentina Touroubiner
- Pays de production : URSS
- Langue originale : russe
- Format : Couleurs - 35 mm - Mono
- Genre : conte merveilleux
- Durée : 19 minutes
- Date de sortie : 18 octobre 1970

## Distribution
Voix originales
- Raïssa Fritchinskaïa (ru) : Mademoiselle Bok
- Guennadi Gladkov : le chanteur
- Vassili Livanov : Karlson, le père, le présentateur de l'émission télévisée De la vie des fantômes, cris des délinquants
- Faïna Ranevskaïa : Mademoiselle Bok
- Klara Roumianova : l'enfant, la mère